# Кінцевий вимикач

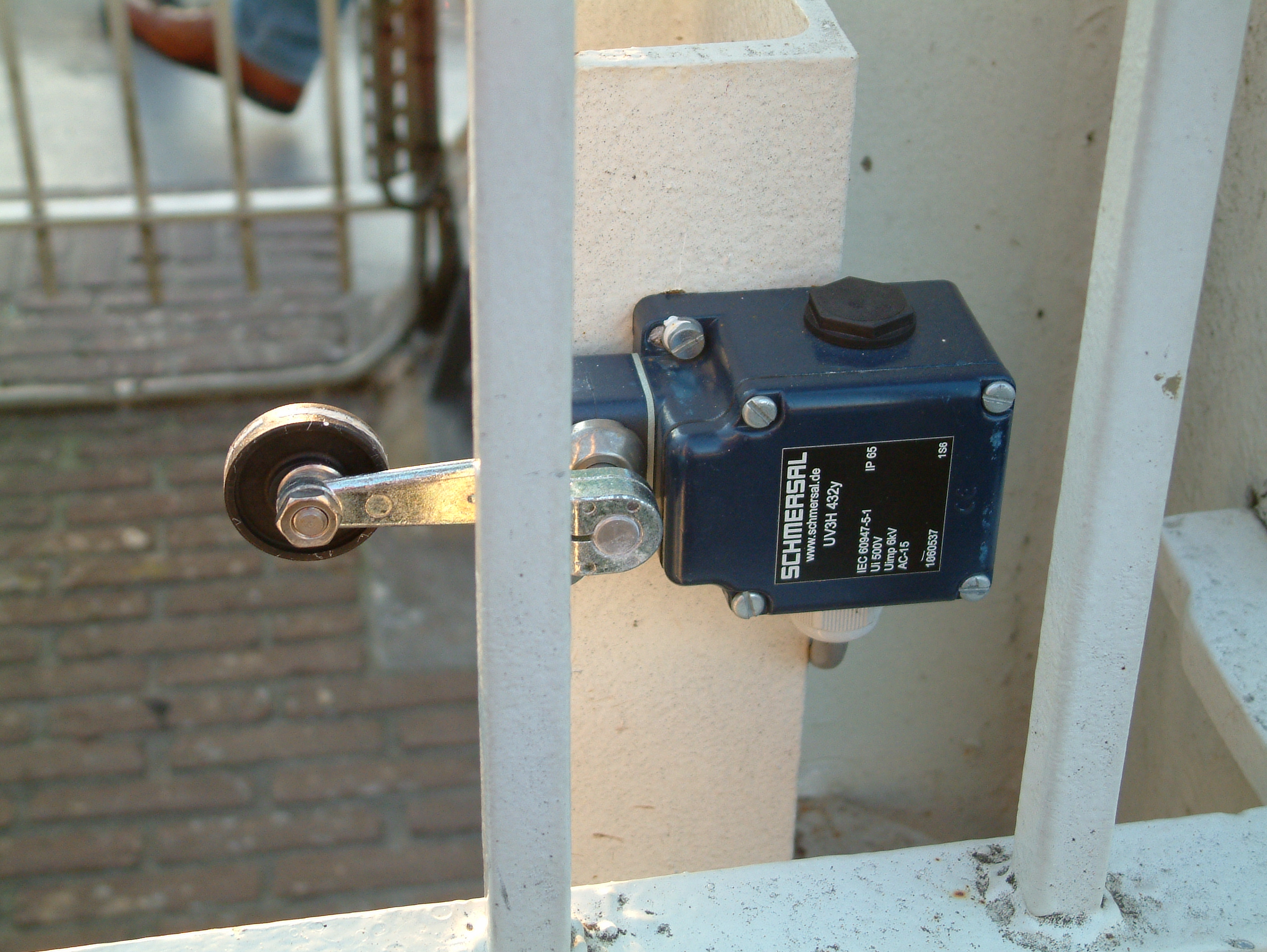
Важільний кінцевий вимикач з роликом.

В електротехніці кінце́вий вимика́ч (кінцевик) — перемикач, який спрацьовує при досягненні механічною частиною пристрою певного положення. Використовується для керування механізмами, для блокування в системах безпеки, для підрахунку
кількості проходжень певного об'єкту біля заданої точки.
Стандартні кінцеві вимикачі в промислових системах керування виробляють з різними типами діючих на кінцевик механізмами. Це може бути важіль, котильний плунжер або пружина. Кінцеві вимикачі можуть прямо перемикатися діючим важелем. Геркони
спрацьовують, коли повз них проходять магніти, вбудовані в рухому деталь. Безконтактні перемикачі (сенсори), можуть спрацьовувати при збуренні електромагнітного поля, при зміні електричної ємності, при появі магнітного поля (наприклад, давачі Холла).
Зазвичай об'єкти керування не підключені безпосередньо до кінцевиків. Контакти кінцевих вимикачів можуть бути підключеними до реле, до схеми керування двигуном, до схеми контролера.
Мініатюрний вимикач може бути компонентом таких пристроїв як копіювальний апарат або принтер комп'ютера, забезпечуючи необхідне положення аркуша паперу для роботи або перешкоджаючи виконанню через відкриту, наприклад, кришку.
Часто кінцевий вимикач має дві пари контактів, нормально розімкнуті і нормально замкнуті. Замкнута пара дозволяє контролювати стан підключення кінцевика: якщо сигнал через цю пару не проходить, можна зробити висновок про пошкодження
кабелю.